# Frazione molare
La frazione molare è una grandezza adimensionale che viene impiegata in chimica per esprimere la concentrazione di una specie chimica in una miscela omogenea, a prescindere che si tratti di una soluzione liquida, di una miscela solida o di una miscela gassosa.

## Descrizione
La frazione molare xj della specie chimica j in una miscela di sostanze è definita come il rapporto tra quantità di sostanza della specie j (nj) e la somma delle quantità di sostanza di tutte le specie presenti nella miscela (nt).
{\displaystyle x_{j}={\frac {n_{j}}{n_{t}}}}
Poiché la quantità di sostanza di ciascuna specie nella miscela è direttamente proporzionale al numero di entità molecolari (molecole, atomi, ioni, zwitterioni) di tale specie (ad esempio per le moli è dato dal numero di entità chimiche diviso per la costante di Avogadro), si può anche definire la frazione molare della specie j come il rapporto tra il numero di entità j e il numero di entità totali presenti nella miscela.
Dalla definizione si deduce immediatamente che xj sarà uguale a 0 nel caso in cui la specie j non sia presente nella miscela e sarà uguale a 1 quando j è il solo costituente del sistema. Dalla definizione segue anche che la somma delle frazioni molari di tutte le specie chimiche presenti nella miscela sarà uguale a 1.
Il rapporto molare, inteso come rapporto tra la quantità di sostanza {\displaystyle n_{j}} di una j-esima specie e la quantità {\displaystyle n_{k}} di una k-esima specie, si può porre in relazione con la frazione molare tramite l'equazione
{\displaystyle x_{j}={\frac {n_{k}\cdot x_{j,k}}{n_{t}}}}
Il termine {\displaystyle x_{j,k}} rappresenta il rapporto molare, adimensionale, fra la quantità nj e la quantità nk. 
Moltiplicando il valore della frazione molare per 100, si ottiene il valore della percentuale molare (o percentuale in moli).

## Grandezze correlate
- Frazione ponderale
- Percentuale in volume
- Molalità